# Parapercis pulchella
Parapercis pulchella és una espècie de peix de la família dels pingüipèdids i de l'ordre dels perciformes.

## Descripció
- Fa 20 cm de llargària màxima i és de color taronja marronós amb algunes línies clares.
- 5 espines i 21 radis tous a l'aleta dorsal i 1 espina i 17 radis tous a l'anal.
- Presenta marques negres al llavi inferior i a la part inferior del cap.[6][7]

## Hàbitat i distribució geogràfica
És un peix marí, demersal i de clima tropical, el qual viu al Pacífic nord-occidental: el Japó, la península de Corea, Hong Kong i Taiwan.

## Observacions
És inofensiu per als humans.